# North Brookfield (Massachusetts)
Pour les articles homonymes, voir North Brookfield.
North Brookfield est une ville du Comté de Worcester dans l’État du Massachusetts.
Elle a été incorporée en 1812.
Sa population était de 4 735 habitants en 2020.